# Michele Seccia

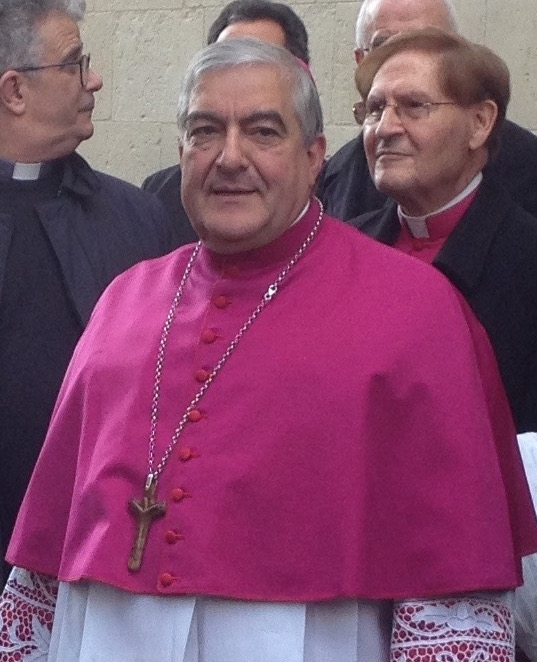
Erzbischof Michele Seccia (2017)

Erzbischofswappen von Michele Seccia

Michele Seccia (* 6. Juni 1951 in Barletta, Provinz Barletta-Andria-Trani, Italien) ist ein italienischer Geistlicher und emeritierter römisch-katholischer Erzbischof von Lecce.

## Leben
Michele Seccia trat im Oktober 1962 ins Erzbischöfliche Seminar von Bisceglie ein. Später studierte er unter anderem an der Päpstlichen Universität Gregoriana in Rom und empfing am 26. November 1977 die Priesterweihe. Nach Tätigkeiten als Gemeindepfarrer (bis 1992) wurde er 1987 Generalvikar des Erzbistums Trani-Barletta-Bisceglie-Nazareth, was er bis 1997 blieb.
Papst Johannes Paul II. ernannte ihn am 20. Juni 1997 zum Bischof von San Severo. Der Apostolische Nuntius in Italien und San Marino, Erzbischof Francesco Colasuonno, spendete ihm am 8. September desselben Jahres die Bischofsweihe; Mitkonsekratoren waren Carmelo Cassati MSC, Erzbischof von Trani-Barletta-Bisceglie-Nazareth, und Giuseppe Casale, Erzbischof von Foggia-Bovino. 
Als Wahlspruch wählte er Adiutor gaudii vestri.
Am 24. Juni 2006 wurde er von Papst Benedikt XVI. zum Bischof von Teramo-Atri ernannt und am 8. September desselben Jahres in das Amt eingeführt. In der regionalen Bischofskonferenz von Apulien war Seccia Delegat für katholisches Bildungswesen und von 2011 bis 2015 Mitglied der Kommission für die Evangelisierung der Völker.
Papst Franziskus ernannte ihn am 29. September 2017 zum Erzbischof von Lecce. Die Amtseinführung (Inthronisation) Seccias fand am 2. Dezember desselben Jahres statt.
Am 18. Juni 2025 nahm Papst Leo XIV. das vorzeitige Rücktrittsgesuch von Michele Seccia an.